# Långlet
Långlet är en ort i Mora kommun. Orten ingår i tätorten Selja.
Vid Statistiska centralbyråns folkräkning den 1 november 1960 utgjorde Boänge en "viss ort, som i fråga om bebyggelse uppfyller betingelserna för att räknas som tätort men där invånarantalet befunnits uppgå till 150 men understiga 200" och hade 150 invånare. Orten tillhörde Mora köping.